# Сайгё
Сайгё (яп. 西行 Сайгё) (1118—1190), Сайгё-хоси (яп. 西行法師 Сайгё: хо:си), настоящее имя — Сато Норикиё (яп. 佐藤義清 Сато: Норикиё) — японский поэт рубежа периодов Хэйан и Камакура, один из известнейших и популярнейших создателей стихов-танка.

## Биография
Сайгё родился в аристократической семье в Киото в период заката эпохи Хэйан. Отец будущего поэта принадлежал к роду служилых аристократов Сато (северная ветвь клана Фудзивара), мать происходила из рода Минамото. 

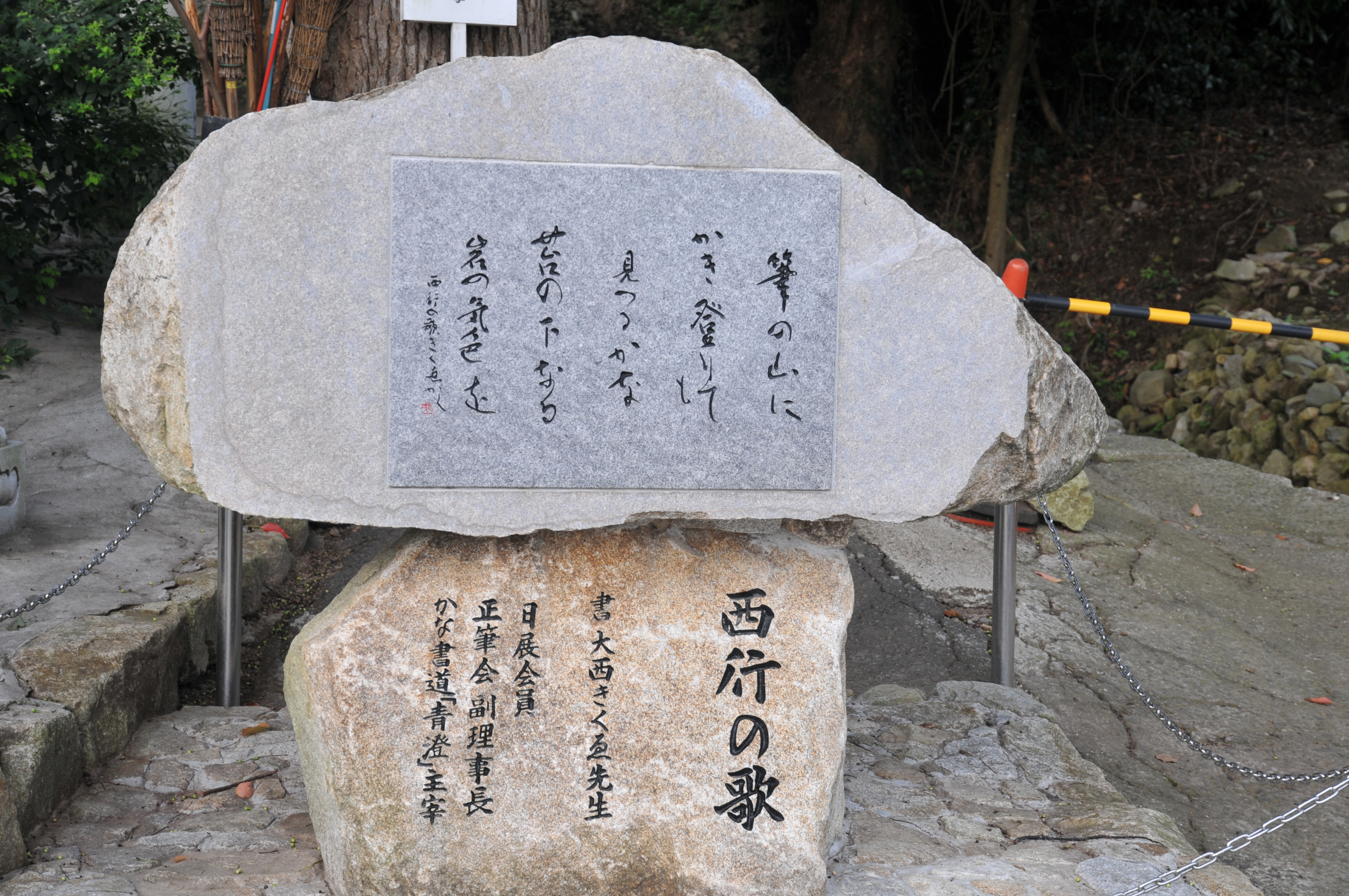
Могила Сайгё

Случилось так, что время творчества Сайгё пришлось на трагический для Японии период борьбы кланов служилого дворянства (самураев) с дворцовой аристократией, что привело в конечном итоге к формализации власти императора и установлению длительного периода правления военных диктаторов (сёгунов). Обстановка в стране была тяжёлой, крестьяне, изнурённые многочисленными поборами, массово становились под знамёна самураев, в Японии царили хаос и неуверенность в будущем. Сато Норикиё в то время служил на почётной должности в Северной страже отошедшего от дел императора Тоба и был в центре всех событий. Очевидно, именно грядущая разруха, гибель и бедствия родственников и друзей заставили будущего поэта принять монашеское имя Энъи (яп. 円位) и уйти с государственной службы (по некоторым данным, Сайгё при этом оставил жену и дочь). Позже поэт примет творческий псевдоним Сайгё («К западу идущий»).
В 1140 г. постригся в монахи и стал путешествовать (если человек стрижётся в монахи, то он свободен от феодала). Уходя, он сложил прощальную песню:
   Жалеешь о нем...

     Но сожалений не стоит

     Наш суетный мир.

     Себя самого отринув,

     Быть может, себя спасешь.

## Сайгё о поэзии
«Когда приходил монах Сайгё, он любил потолковать о поэзии. Он говорил, бывало: „Цветы, кукушка, луна, снег — все, что манит нас, — пустота, хотя заполняет глаза и уши. Но разве родившиеся из неё стихи не истинные слова? Когда пишешь о цветах, ведь не думаешь, что это на самом деле цветы. Когда говоришь о луне, ведь не думаешь что это на самом деле луна. Вот и мы, следуя внутреннему зову, сочиняем стихи. Упадет красная радуга, и кажется, будто пустое небо окрасилось. Засветит ясное солнце, и кажется, будто пустое небо озаряется. Но ведь небо само по себе не окрашивается и само по себе не озаряется. Вот и в моей душе, как в пустом небе, разные вещи окрашиваются в разные тона, не оставляя следа. Да лишь такие стихи и воплощают истину Будды“» (из «Биографии Мёэ», записанной его учеником Кикай).

## Примеры творчества

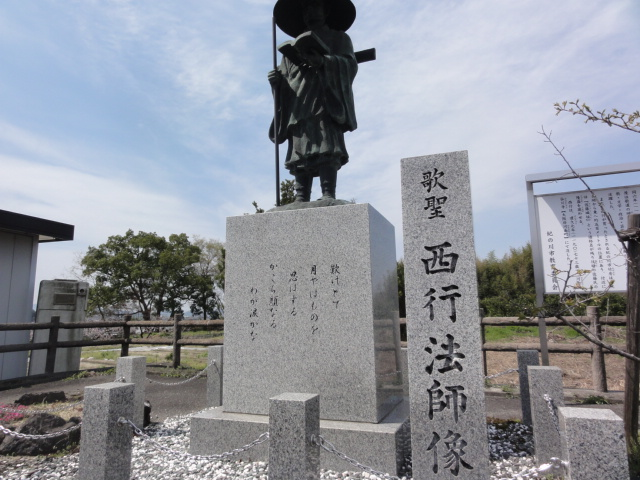
Памятник Сайгё

Времена года. Весна

 Сложил в первое утро весны

Окончился год.

Заснул я в тоске ожиданья,

Мне снилось всю ночь

Весна пришла. А наутро

Сбылся мой вещий сон.

 * * *

Зубцы дальних гор

Подёрнулись лёгкой дымкой…

Весть подают:

Вот он, настал наконец

Первый весенний рассвет.

 * * *

Замкнутый между скал,

Начал подтаивать лед

В это весеннее утро.

Вода, пробиваясь сквозь мох,

Ощупью ищет дорогу.

 перевод Веры Марковой

## Переводы
- Сайгё. Горная хижина. М.: Художественная литература, 1979. 128 с.
- Сайгё. Горная хижина. СПб.: Кристалл, 1999. 416 с. (Библиотека мировой литературы. Малая серия).